# Mazandaran (tỉnh)
Tỉnh Mazandaran (tiếng Ba Tư: اُستان مازندران, Ostān-e Māzandarān)  là một tỉnh ven biển Caspi ở miền bắc của Iran. Nằm ở bờ nam của biển Caspi, tỉnh này giáp ranh các tỉnh (theo chiều kim đồng hồ) Golestan, Semnan, Tehran, Alborz, Qazvin, và Gilan. Tỉnh lỵ đóng ở Sari. Tỉnh có diện tích 23.701 km², dân số năm 2005 là 2.818.831 người, mật độ dân số 118,9 người/km2. Tỉnh có 15 huyện.
Mazandaran là một trong các tỉnh có mật độ dân cư dày đặc nhất ở Iran và tài nguyên thiên nhiên đa dạng, đặc biệt trữ lượng lớn dầu mỏ và khí thiên nhiên. Năm huyện lớn nhất tỉnh là Sari, Behshahr, Babol, Amol và Qaemshahr. Được lập năm 1937, Mazandaran đã được tuyên bố là một tỉnh hiện đại thứ nhì sau tỉnh láng giềng Gilan.